# Music Awards Japan
Die Music Awards Japan (ミュージック・アワード・ジャパン Myūjikku Awādo Japan, kurz MAJ) sind ein Musikpreis der japanischen Musikindustrie, die die besten Talente der asiatischen Musik eines Musikjahres würdigt.
Die Preisverleihung wird von der Japan Culture and Entertainment Industry Promotion Association (CEIPA) in Zusammenarbeit mit dem Ministerium  für Wirtschaft, Handel und Industrie ausgerichtet. Die erste Verleihung des Musikpreises wurde für den 21. und 22. Mai 2025 und findet im ROHM Theater in Kyōto, Präfektur Kyōto statt.

## Geschichte

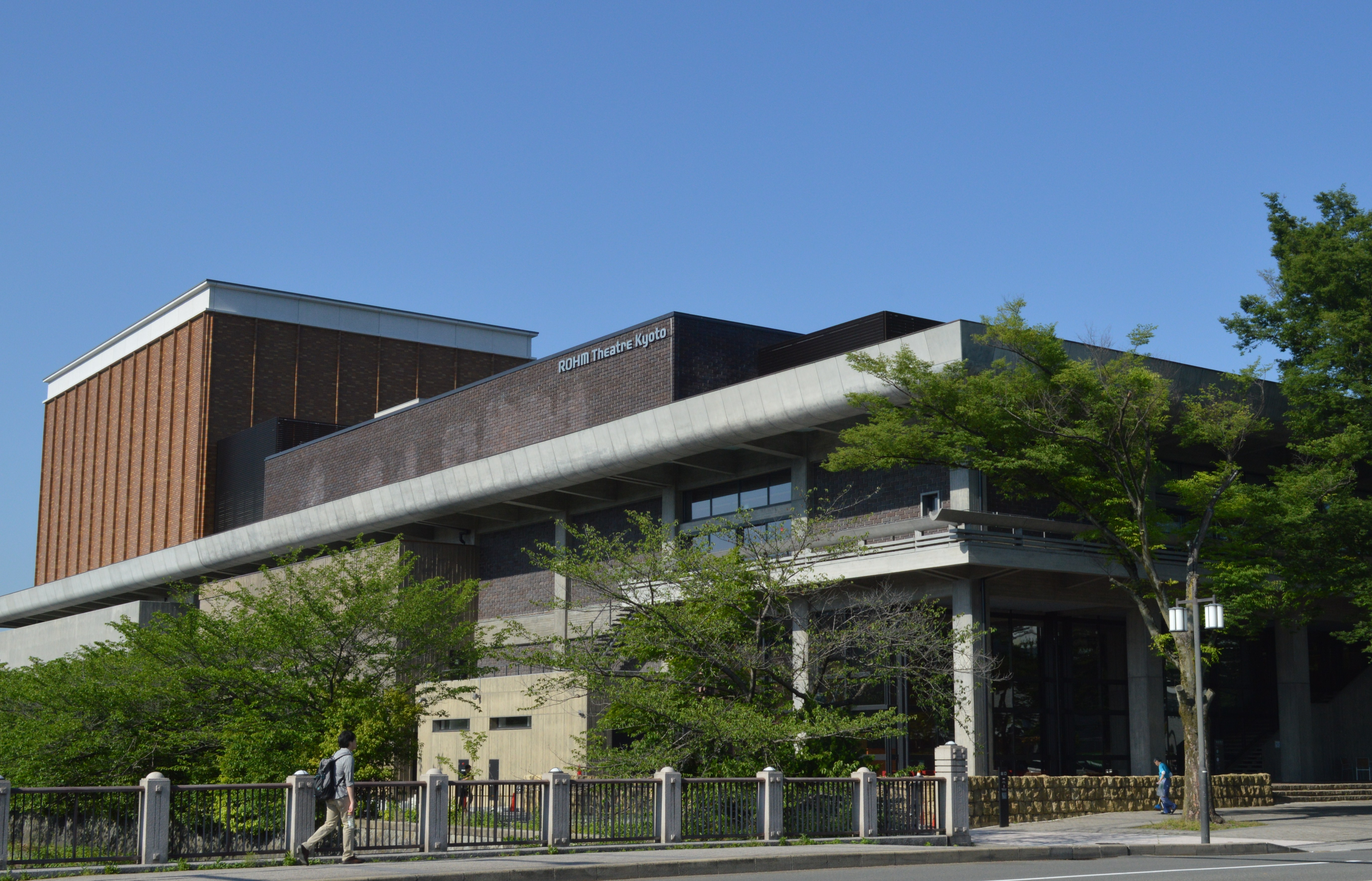
Das ROHM Theater in Kyōto, Austragungsort der ersten Preisverleihung.

Am 22. Oktober 2024 wurde die Verleihung der Music Awards Japan bekanntgegeben, einem Musikpreis, welcher japanische und asiatische Musiker auf weltweiter Ebene fördern soll.
Für dieses Vorhaben haben die fünf größten Organisationen der japanischen Musikindustrie, die Recording Industry Association of Japan, die Japan Association of Music Enterprises, die Federation of Music Producers Japan, die Music Publishers Association of Japan und die All Japan Concert & Live Entertainment Promoters Conference die CEIPA ins Leben gerufen, die für die Organisation, die Vermarktung und Austragung des Musikpreises verantwortlich ist. Hintergrund für die Schaffung des Musikpreises ist es unter anderem die japanische Musikwirtschaft zu stärken, zu verändern und weltweit zu öffnen.
Im Dezember 2024 wurden die sechs Hauptkategorien der Öffentlichkeit vorgestellt. Die Bekanntgabe der übrigen Preiskategorien erfolgte im Januar 2025. Die Erstverleihung der Musikpreise im Zuge der Music Awards Japan findet am 21. und 22. Mai 2025 im ROHM Theater in Kyōto statt. Am 15. Januar 2025 kündigte der japanische Fernsehsender NHK an, den zweiten Tag der Preisverleihung im Fernsehen auszustrahlen. Zudem wurde bekanntgegeben, dass beide Tage der Veranstaltung in einem weltweiten Livestream auf YouTube gezeigt wird. Die restlichen Kategorien wurden am 13. März 2025 vorgestellt.
Für den 16. März 2025 kündigte die CEIPA mit dem matsuri '25: Japanese Music Experience ein Konzert mit der Sängerin Ado, der J-Pop-Gruppe Atarashii Gakko! und dem Musikduo Yoasobi im Peacock Theater in Los Angeles an, um auf japanische Musiker und dem Musikpreis aufmerksam zu machen. Dies ist das erste von mehreren weltweit geplanten Showcases, die für den Zeitraum vor der Preisverleihung angesetzt sind.
In der Woche der Awardverleihung finden im Rahmen der MAJ Music Week Konzerte, Seminare und Konferenzen statt.

## Hintergrund
In einer Pressekonferenz im Zuge der zwölften Live Entertainment Expo in Tokio erklärte Tatsuya Nomura, Vorsitzender der Federation of Music Producers Japan, dass sich das Musikkonsumverhalten in Japan durch die Restriktionen der COVID-19-Pandemie rasant verändert und von physischen Tonträgerverkäufen auf digitale Medien verlagert hätten. Nomura führte weiter aus, dass die Schaffung einer Preisverleihung wie die Grammy Awards in den Vereinigten Staaten das internationale Interesse an japanischer Populärmusik verstärken und die nationale Musikwirtschaft erweitern könne.
Shunsuke Muramatsu, Vorsitzender der Recording Industry Association of Japan und Gründungsmitglied der CEIPA zeigte auf, dass sich die Musikindustrie an einer Grenze der Veränderung befinde, was seit 2019 zu beobachten sei. Muramatsu machte den Rückgang der heimischen Musikindustrie an der schrumpfenden Bevölkerung infolge der sinkenden Geburtenrate fest und bezeichnete die Öffnung des japanischen Musikmarktes als zwingend notwendig.

## Nominierungs- und Vergabeprozess
Basierend auf Daten, die von Billboard Japan, Oricon, GfK Japan, Luminate, USEN, der Daiichi Kosho Company, der JASRAC und weiteren Quellen zur Verfügung gestellt werden, wählt ein automatisiertes System Künstler, Lieder und Musikalben aus, die für eine oder mehrere Nominierungen infrage kommen.
Aus diesem Pool wählt ein Panel, bestehend aus Personen der japanischen Musikindustrie, für jede Kategorie fünf Nominierte aus. Die Gewinner jeder Kategorie werden durch die Abstimmung eines internationalen, aus 5.000 Personen umfassenden Panels bestimmt.
Zudem gibt es bei der Prämienveranstaltung zwei Kategorien, deren Nominierungen und Gewinner durch ein Fanvoting über Spotify ermittelt werden.
In einem Interview Anfang Februar 2025 mit dem japanischen Musikportal Real Sound beschrieb Tatsuya Nomura den ungefähren Ablaufprozess der Abstimmung. Diese findet in zwei Runden statt, wobei jedes abstimmungsberechtigte Mitglied bis zu fünf Stimmen abgeben kann. Dabei ist es möglich, dass ein Mitglied auch einmal für sein eigenes veröffentlichtes Lied oder für Stück an dem dieser in anderweitiger Funktion beteiligt war, sofern vornominiert, abstimmen kann. Nur Mitglieder, die in der ersten Abstimmungsrunde teilgenommen haben, sind in der zweiten Runde abstimmungsberechtigt.

## Kategorien
Bei der Erstveranstaltung der Music Awards werden Preise in mehr als 60 Kategorien vergeben, davon sind sechs Preise als Hauptpreis deklariert.

### Hauptpreise
| Kategorie                 | nominierungsberechtigt                  | Verleihungsperiode | Quelle |
| ------------------------- | --------------------------------------- | ------------------ | ------ |
| Album des Jahres          | nationale und internationale Alben      | 2025–              | [ 13 ] |
| Lied des Jahres           | nationale und internationale Lieder     | 2025–              | [ 13 ] |
| Künstler des Jahres       | nationale und internationale Künstler A | 2025–              | [ 13 ] |
| Newcomer des Jahres       | aufstrebende Künstler B                 | 2025–              | [ 13 ] |
| Top Global Hit from Japan | Lieder eines japanischen Künstlers C    | 2025–              | [ 13 ] |
| Best Song Asia            | Lieder asiatischer Interpreten D        | 2025–              | [ 13 ] |

- innerhalb der vergangenen sechs Monate vor der Preisverleihung eine Platzierung in den Top-20 der Japan Hot 100 oder in den Top-10 der Japan Hot Albums erreicht hat,
- vier Monate lang (17 Wochen) innerhalb der vergangenen sechs Monate vor der Preisverleihung in den Top-20 der Billboard Japan Heatseekers Charts verbracht haben.[13]

### Weitere Kategorien
| Music Genre Category (Songs) - Best Japanese Song - Best J-Rock Song - Best Japanese Hip Hop/Rap Song - Best Japanese R&B/Contemporary Song - Best Japanese Dance Pop Song - Best Japanese Alternative Song - Best Japanese Singer-Songwriter Song - Best Idol Culture Song - Best Anime Song - Best Enka/Kayōkyoku Special Category (Songs) - Best Revival Hit Song - Best Cross-Border Collaboration Song - Best Vocaloid Culture Song - Best Music Video - Best Dance Performance - Best Viral Song Regional Category - Top Japanese Song in Asia - Top Japanese Song in Europe - Top Japanese Song in North America - Top Japanese Song in Latin America Open Voting Category (Japanese Song) - Best of Listeners' Choice: Japanese Song (powered by Spotify) International Genre Category - Best International Pop Song in Japan - Best International Rock Song in Japan - Best International Hip Hop Song in Japan - Best International R&B/Soul Song in Japan - Best International Alternative Song in Japan - Best K-Pop Song in Japan International Special Award - Special Award: Korean Popular Music - Special Award: Chinese Popular Music - Special Award: Thai Popular Music - Special Award: Indonesian Popular Music - Special Award: Vietnamese Popular Music - Special Award: Philippine Popular Music Open Voting Category (International) - Best of Listeners' Choice: International Song (powered by Spotify) | Music Genre Category (Albums) - Best Jazz Album - Best Classical Album Music Genre Category (Artists) - Best Japanese Song Artist - Best J-Rock Artist - Best Japanese Hip Hop/Rap Artist - Best Japanese R&B/Contemporary Artist - Best Japanese Dance Pop Artist - Best Japanese Alternative Artist - Best Japanese Singer-Songwriter - Best Instrumental Artist - Best Idol Artist/Group Special Category (Artists) - MAJ Timeless Echo Karaoke Category - Special Award: Karaoke of the Year: J-Pop (powered by DAM & JOYSOUND) - Special Award: Karaoke of the Year: Enka/Kayōkyoku (powered by DAM & JOYSOUND) USEN Broadcasting Category - Special Award: Oshi-Katsu Request Artist of the Year (powered by USEN) Music Rights Category - Special Award: Song of the Year for Creators (presented by JASRAC) Live Category - Largest Live Audience Music-Tech Category - Honorary Award in Music Technology Music Industry Collaboration Category - Special Award: Radio - Best Dance/Electronic Song (in association with JDDA) - Best DJ (in association with JDDA) - Grand Prix Engineer (in association with PMRAJ) |

## Austragungen
| Zeremonie     | Datum            | Künstler des Jahres | Album des Jahres                | Lied des Jahres                    | Ort                        |
| ------------- | ---------------- | ------------------- | ------------------------------- | ---------------------------------- | -------------------------- |
| 1. Verleihung | 21.–22. Mai 2025 | Mrs. Green Apple    | Kaze Fujii – Love All Serve All | Creepy Nuts – Bling-Bang-Bang-Born | ROHM Theater, Kyōto, Kyōto |